# 消火栓

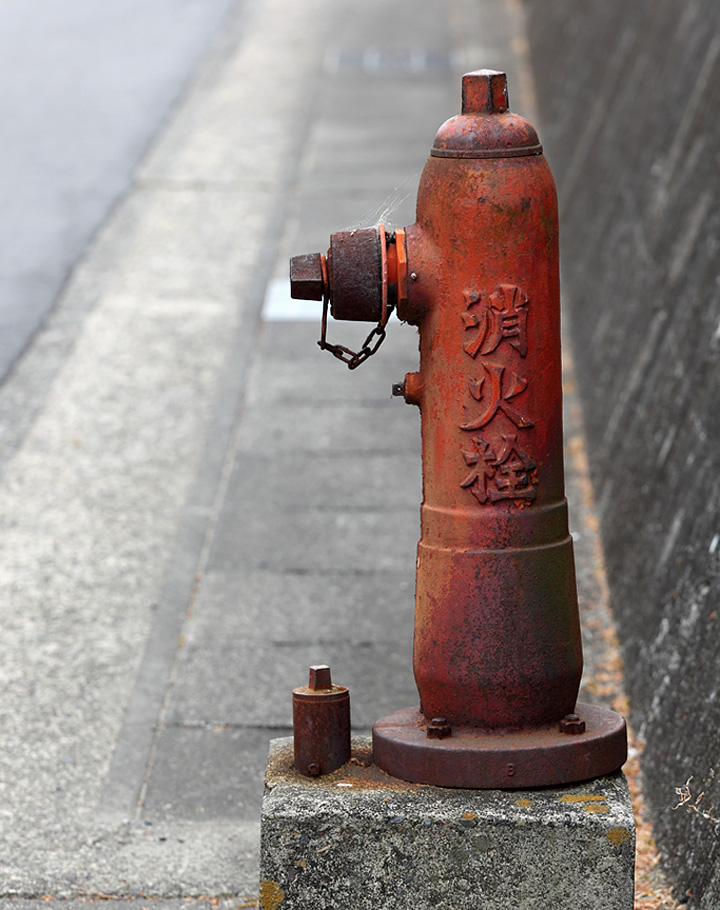
道端に設置された地上式消火栓（日本）。

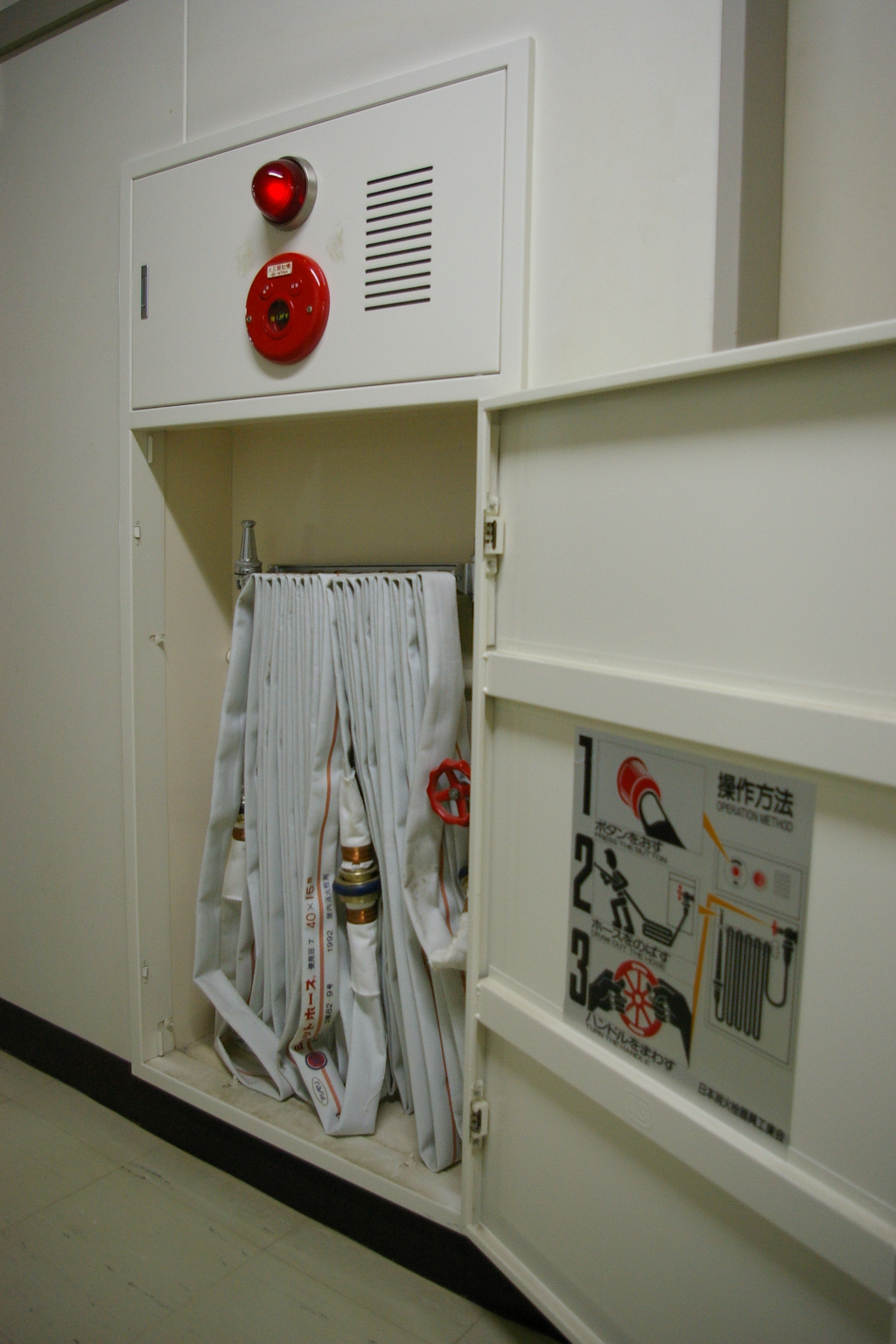
１号消火栓。使用する際はボタンをすべて押すこと（発信器とは別にポンプ起動ボタンが扉内部に設置されている場合がある）。

消火栓（しょうかせん）とは、消火活動に必要な水を供給する為の設備。
英語ではHydrantと直訳されるが、Hydrantにはホースの無い設備や屋外消火栓なども広く含む。日本の消火栓のように給水部分とホースが一体になった設備はStandpipe with Hose Systemまたは単にHose Systemともいう。

## 日本の消火栓
大きく分けて、主に消防隊が用いる消防水利として設置されたものと、消防法等により建築物等に消防用設備として設置を義務付けられ主に一般人や自衛消防隊が用いるものとの二種類がある。

### 消防水利としての消火栓

#### 消火栓本体

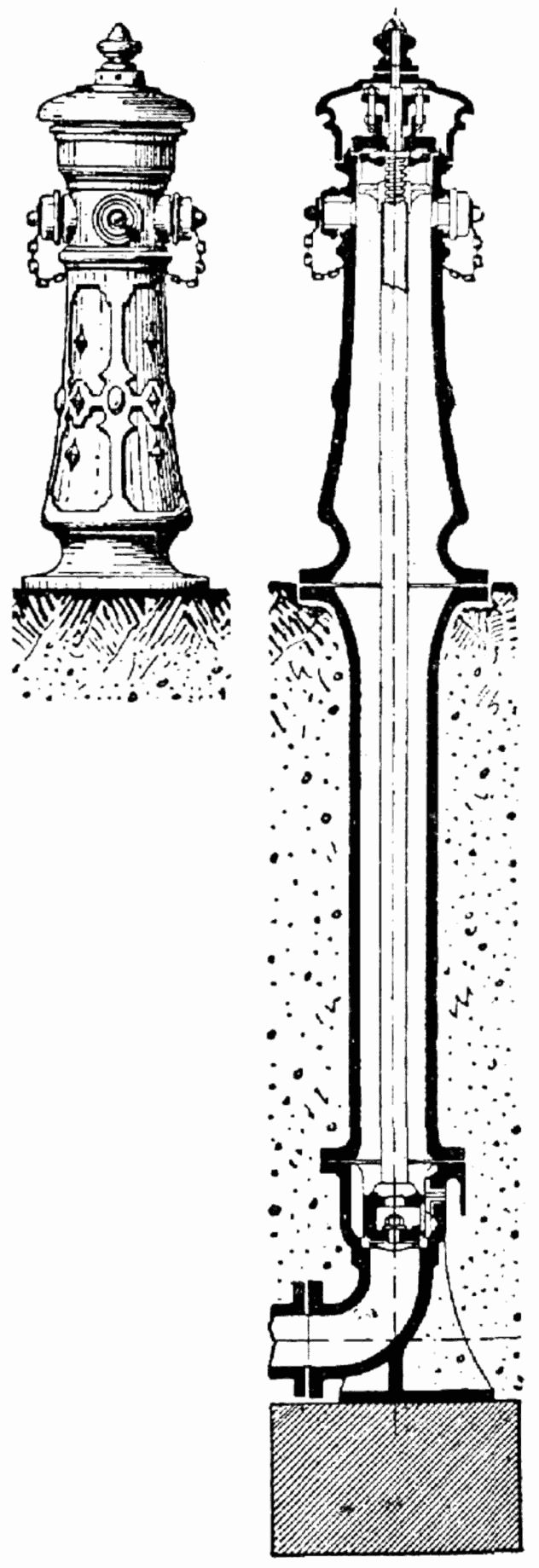
地上式消火栓の構造

消火栓は、防火水槽やため池・河川などと同様に消防隊が消火のために使用する消防水利のひとつである。水道施設としての消火栓の設置については消防法第20条および水道法第24条に規定されており、その水道を管轄する水道事業管理者が設置し、維持し及び管理している。

消火栓の種別は、設置形態により、地盤面下のマンホール内に設けられる地下式消火栓と地上に立管を伸ばした地上式消火栓の2種がある。一般には地下式が多く、積雪、山間地帯では地上式消火栓が多い。ホース結合部の数により、単口、双口、その他の種類がある。圧倒的に単口の物が多いが、設置された配水管の口径が大きい消火栓には双口の物も用いられる。

地上式消火栓は鋼製のものが一般的であるが、近年は耐腐食性を考慮したステンレス製消火栓も設置されている。また、赤色に塗られたものが一般的であるが、配水系統の異なる消火栓を見分けられるように色分けした小樽市の例などもある(外部リンク参照)。豪雪地帯の地上式消火栓は、雪により埋もれないように立管部を著しく長くし、立管の上と下にホース結合部を2箇所設け、通常時と積雪時とで使い分けるものもある。

地下式消火栓は、マンホールの鉄蓋を黄色に塗ったものや、消火栓の周囲の路面に黄色で標示しているものがある。

消火栓の設置の基準は消防法第20条第1項に基づく総務省消防庁の告示である「消防水利の基準」に規定されており、「消火栓は、呼称65の口径を有するもので、直径150ミリメートル以上の管に取り付けられていなければならない。ただし、管網の一辺が180メートル以下となるように配管されている場合は、75ミリメートル以上とすることができる。」とされ、その給水能力は、「取水可能水量が毎分1立方メートル以上で、かつ、連続40分以上の給水能力を有するもの」とされている。

消火栓の構造については、公益社団法人日本水道協会 (JWWA) がその規格を定めており、地下式消火栓は「JWWA B 103 水道用地下式消火栓」として規定されている。一方、地上式消火栓は「JWWA B 102 水道用地上式消火セン」として規定されていたが、1969年に廃止されている。

地上式消火栓は日本水道協会の規格としては廃止されたが、積雪が多い地域などにおいて依然設置されている。

そのほか設置基準や本体の構造、塗色、有効圧力等について、自治体によっては条例等に付加基準を定めている場合もある。

消火活動に必要となる消防水利の数は、通常火災の場合で2～5であり、同時使用可能な消火栓の数は5以上とするよう求められている。しかし、同時使用し得る消火栓の数は水道の給水区域の規模や消火栓が設置された配水管の口径によりかなりの差があり、消火栓だけでは十分な消防水利を充足できない地域があるのが実態である。

消火栓の圧力については水道施設の技術的基準を定める省令第7条に規定されており、消火栓を使用しない場合の配水管の圧力は八項で「配水管から給水管に分岐する箇所での配水管の最小動水圧が150キロパスカルを下らないこと。ただし、給水に支障がない場合は、この限りでない。」とされ、九項で「消火栓の使用時においては、前号にかかわらず、配水管内が正圧に保たれていること。」とされている。

なお、消火活動として放水するためには一定の圧力が必要であり、住民等が初期消火で使用する等の場合を除き消防ポンプを接続して加圧して送水する。

海外では、消火栓専用の水道管を敷設して消火栓から一定以上の圧力の給水を行えるようにし、吸管を用いずに大口径の消防ホースで消防ポンプ自動車へ大量の送水をする事を前提に設計されているものもある。日本国内の場合、市町村によっては短尺の消防ホースを用い消防ポンプと連結する場合もあるが、殆どは吸管（サクションホース）を用いて消防ポンプと連結する。大火災の場合は水道本管の圧力が0近くとなっても吸水せざるを得ない場合があり得るためである。

消火栓の設置等にかかる費用については、水道法第24条第2項に規定されており、「市町村は、その区域内に消火栓を設置した水道事業者に対し、その消火栓の設置及び管理に要する費用その他その水道が消防用に使用されることに伴い増加した水道施設の設置及び管理に要する費用につき、当該水道事業者との協議により、相当額の補償をしなければならない。」とされている。

なお、消火栓を使用した場合の水の料金は、水道法第24条第3項の規定により徴収が認められていない。ただし、この規定は水道事業者が請求することを妨げるものではなく、消防本部によっては消火活動や訓練に使用した水道料を支払っている本部もある。東京消防庁の場合、地方公営企業法の規定に基づき消火に使用した水道料を都水道局に支払っている。

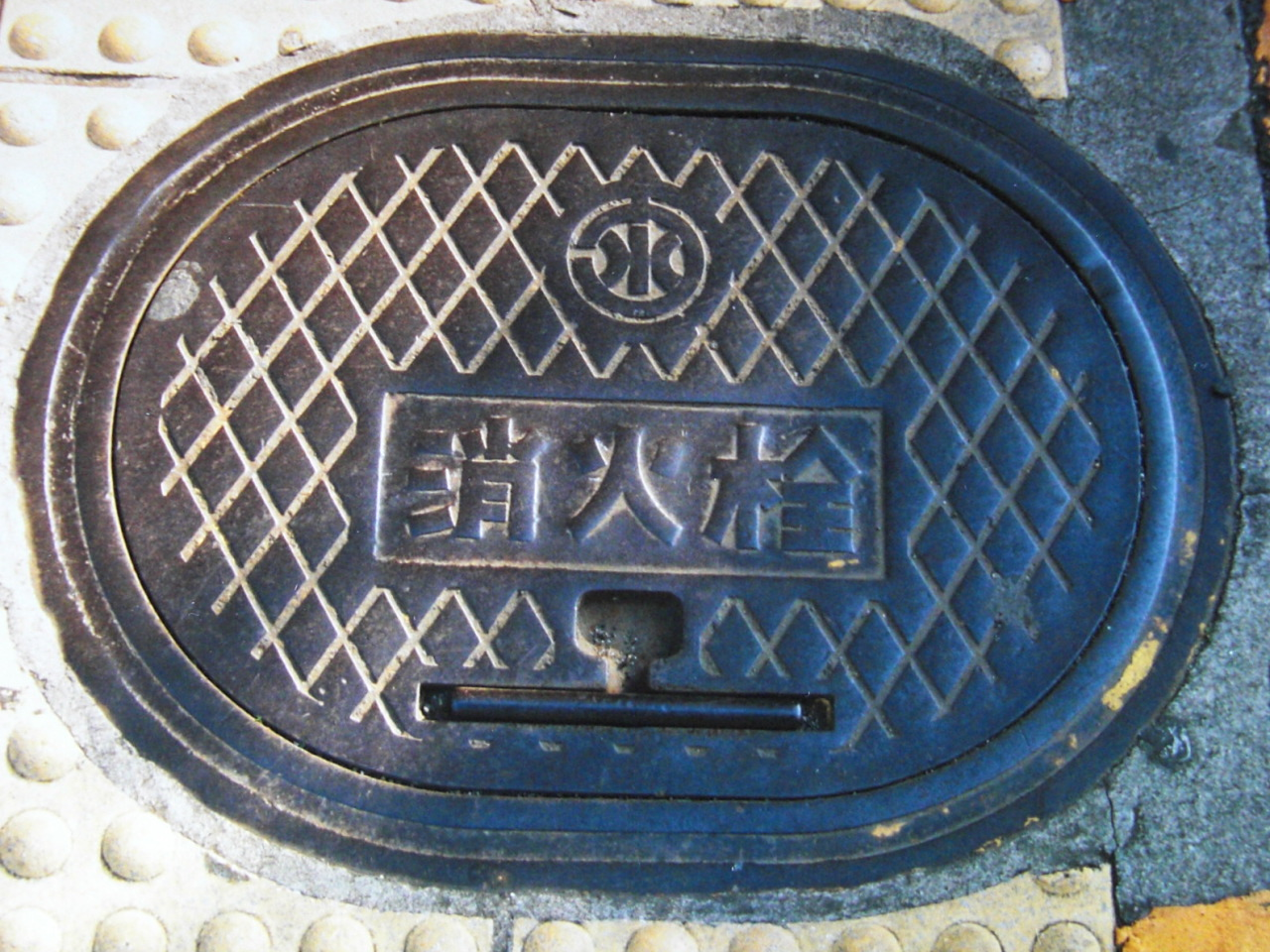
地下式消火栓（神奈川県平塚市）
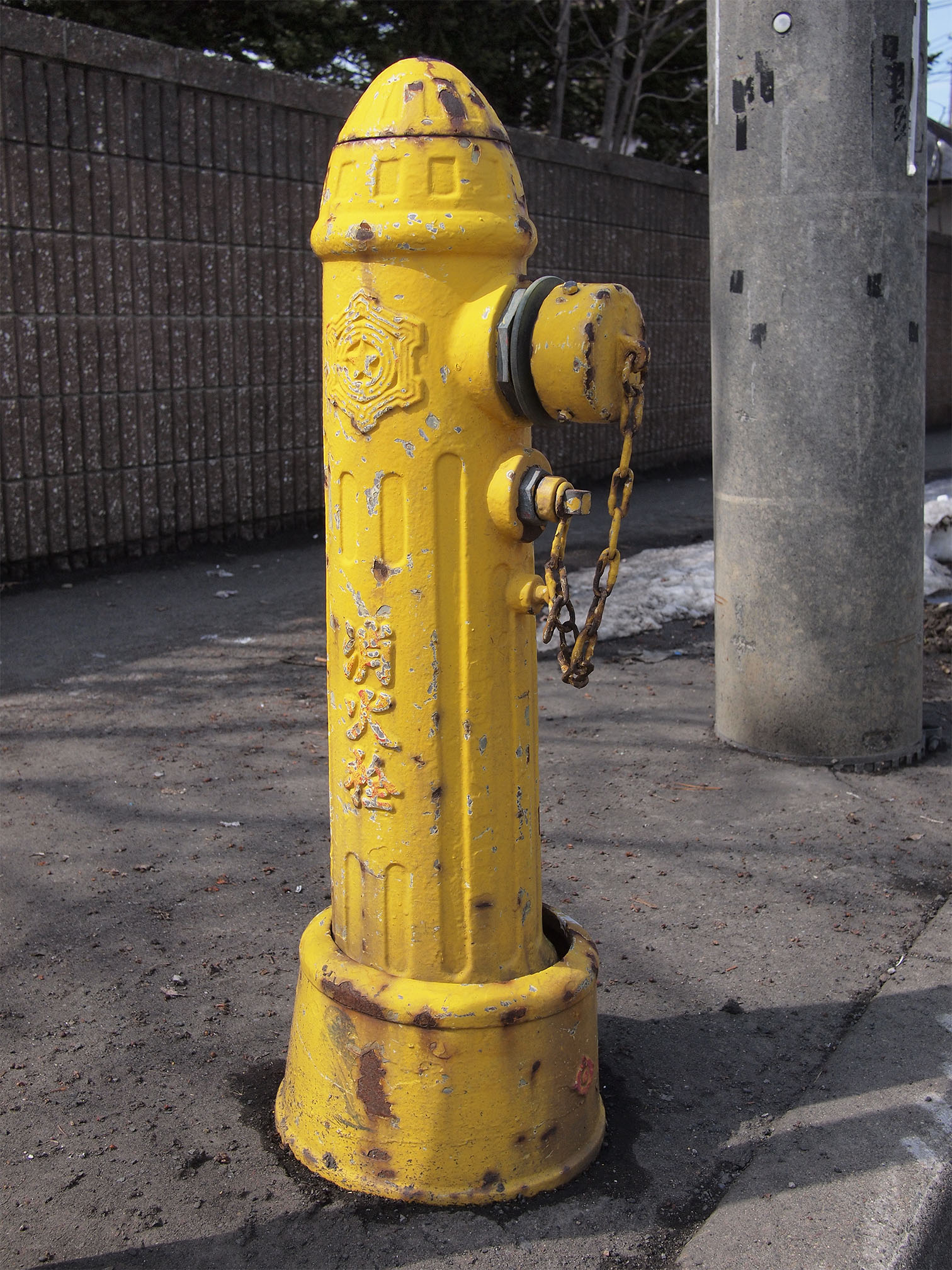
黄色地上式消火栓（北海道札幌市）
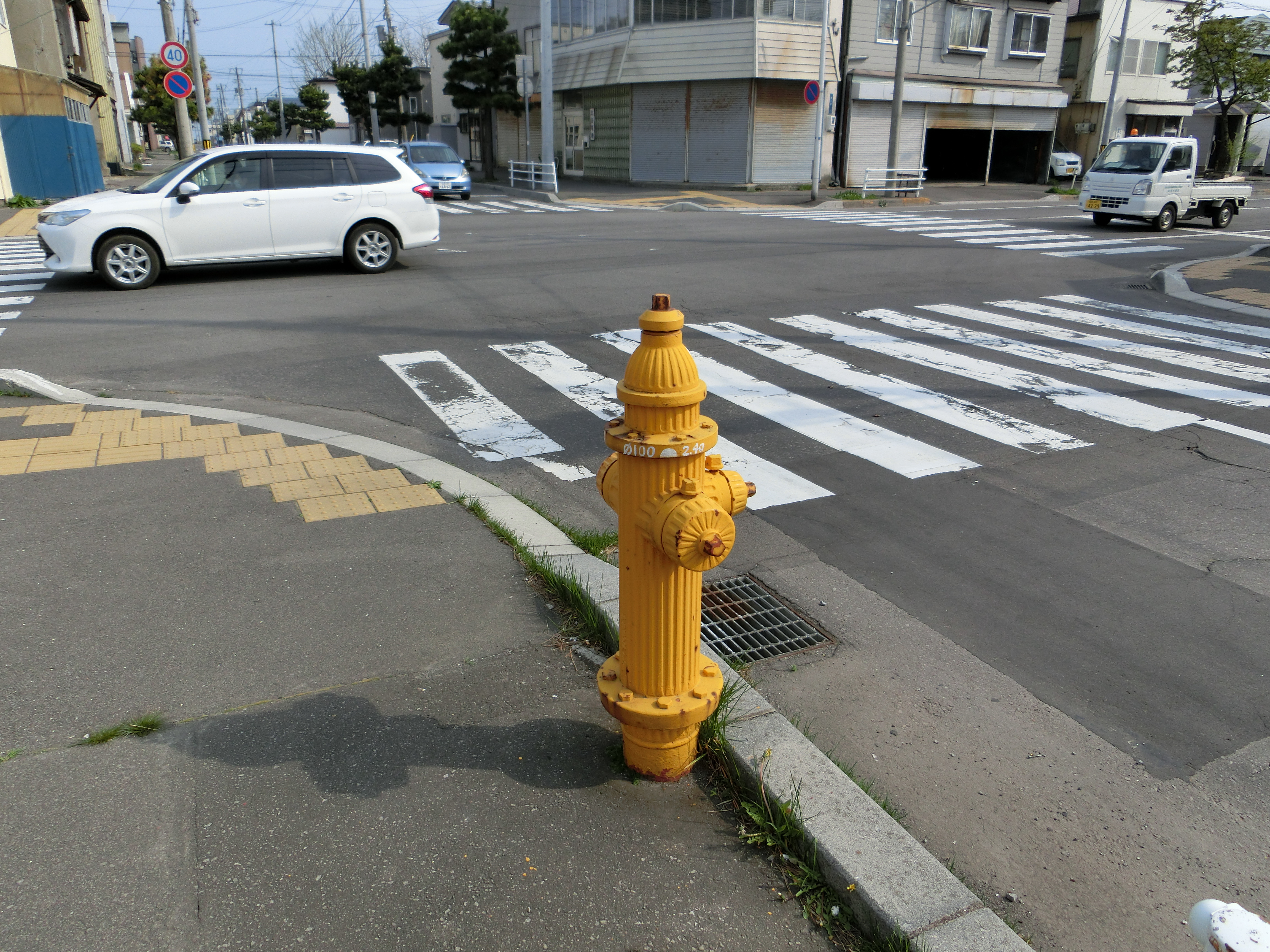
函館型三方式地上式消火栓 黄色地上式より多数のホースが接続できる（北海道函館市）
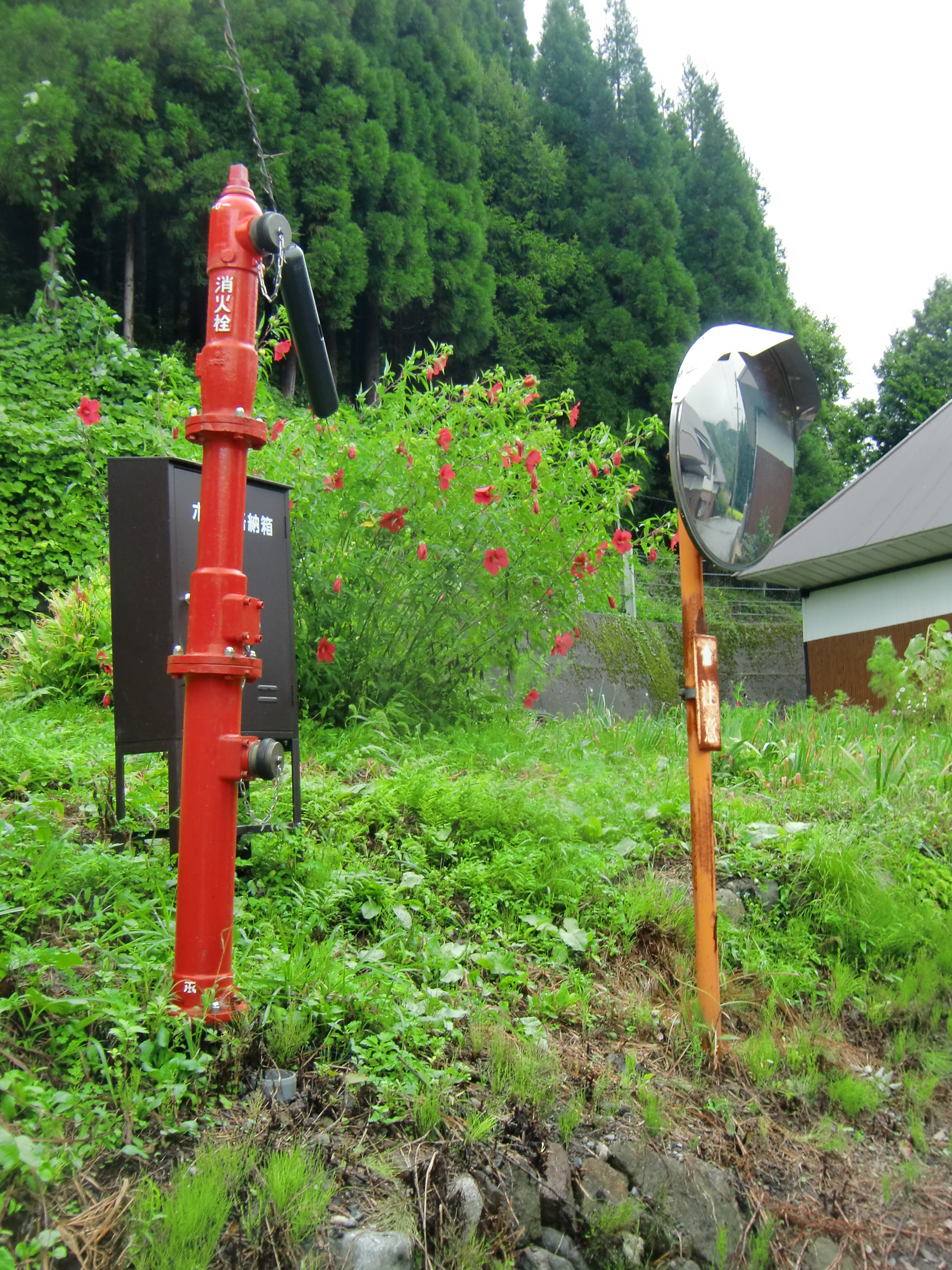
地上式多雪型消火栓（長野県白馬村）
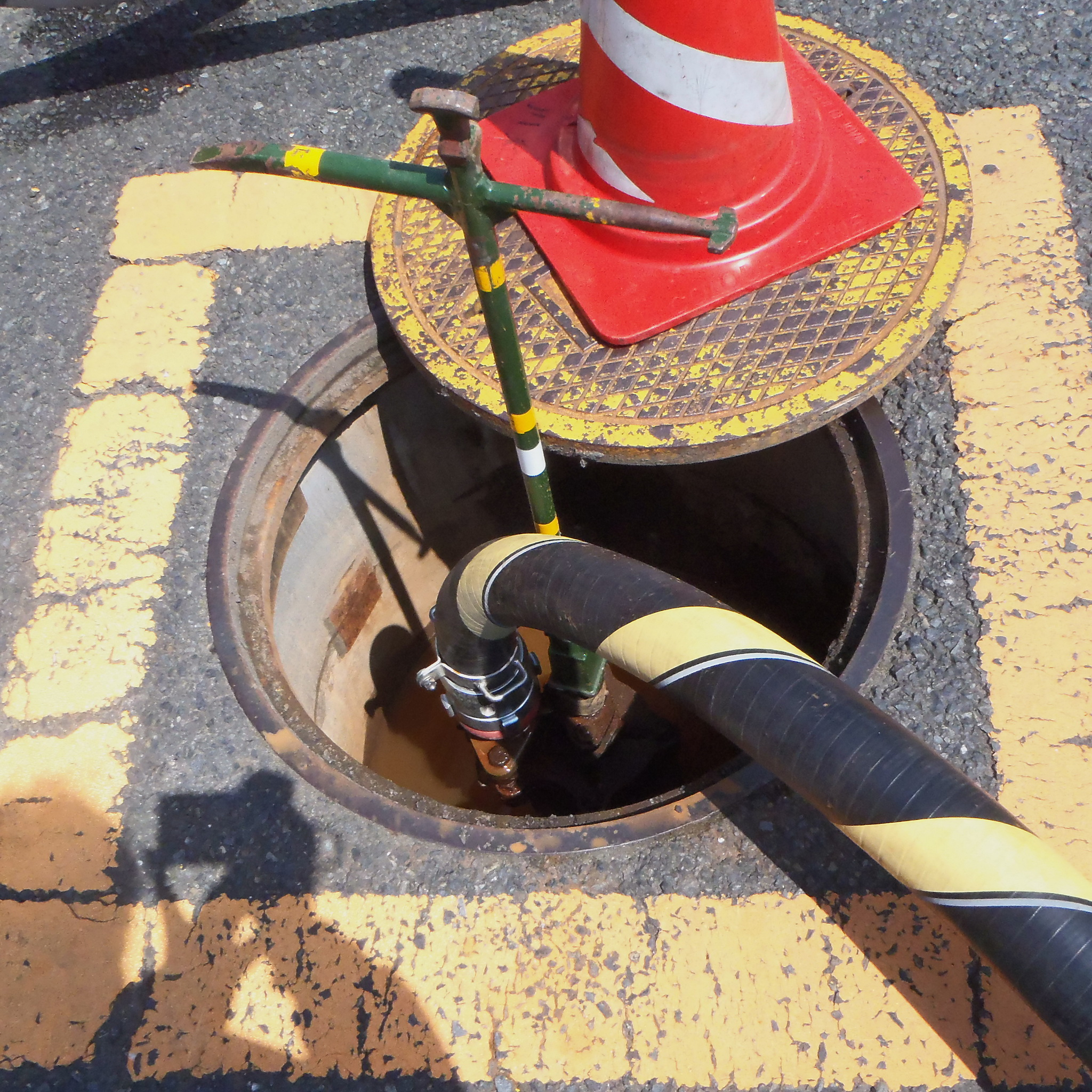
地下式消火栓の内部

#### 類似の設備
消防法により消防用設備等として防火対象物に設置が義務付けられる消防用水に設けられた採水口がある。
消防用水は消防隊に消火用水を提供する為のものであり、これは単にプール状の水槽でも法律上は十分なのであるが、都市部では敷地の都合で設備し難い場合が非常に多く、これらの場合地下や離れた場所の水槽等から消防隊に消防用水を供給しうるように採水口を設置することとなる。
一般的には無圧のものが多いが、水槽が地下に設けられる場合で、その有効な低水面が消防ポンプ車の吸水性能の点から消防法で定める4.5m以下になるときは、消防用水ポンプを設置して有圧で採水口に送水するように設置される。
採水口は建築物の外面に設置される場合が多く、連結送水設備の送水口と一緒に設置されるのが一般的である。
これらの設備は防火栓、ウォールハイドラント、消防用給水栓などとも呼称される場合もある。
また、公設の消火栓が充足していない時代において、各建築物の消火栓ポンプから有圧の消火用水を相互に融通したり、街区内の他の建築物の火災に使用するために道路に融通用の配管と消火栓（防火栓）を配置する工夫が行われたこともある。

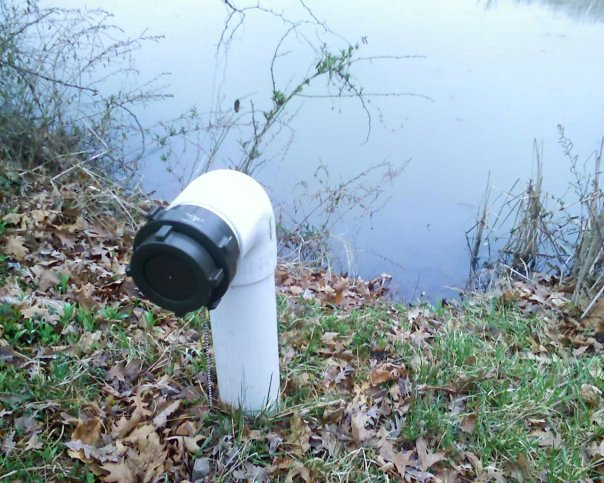
池を水源とした海外の採水口　ドライハイドラント

無圧の採水口は英語圏ではドライハイドラントと呼称される。このドライハイドラント状の設備は特に豪雪地帯で公設の防火水槽に設置されたり、消防ポンプ車の接近困難な学校プール等の水利を有効に利用するために設置される場合もある。これら無圧の採水口は消防ポンプ車が負圧で吸引しなければならないため、吸管を75mmのめすねじの口金に連結して使用する。

#### ホース格納箱
常設消防機関の到着が遅れる様な場所で、消火栓直結で有効な放水の可能な消火栓にあっては消火栓付近にホース格納箱が設置される場合がある。住民の使う物であるから、設置されている場所ではその使い方を訓練等で知っておく必要がある。但し、消防署や消防団の消防隊が到着した後は、消防法第6章（第24条から第30条の2）の規定に基づき、その指示の元に運用せねばならない。
これらは基本的には65mm口径の通常の消火栓を使用する場合が殆どであるが、僻地、住宅密集地その他特別な場合、50mmないし40mmの小口径の自衛専用の消火栓を設置する場合もある。
また、65mmの標準サイズの消火栓にホース格納箱を設置する場合でも、65mmのホースは大口径のために取り回しに多大の労力を要することから、媒介金具を準備し50mmないし40mmの小口径のホースを用いる場合も最近増えている。

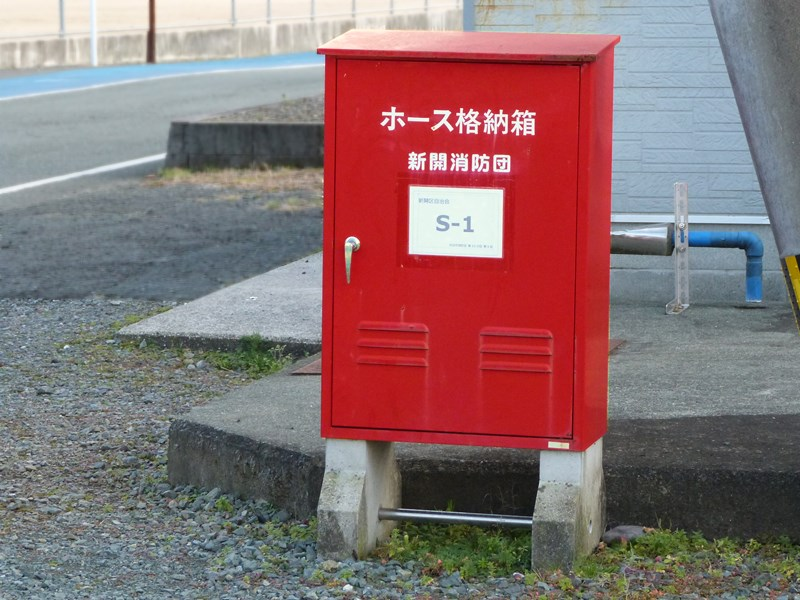
消火ホース格納箱（新開消防団）
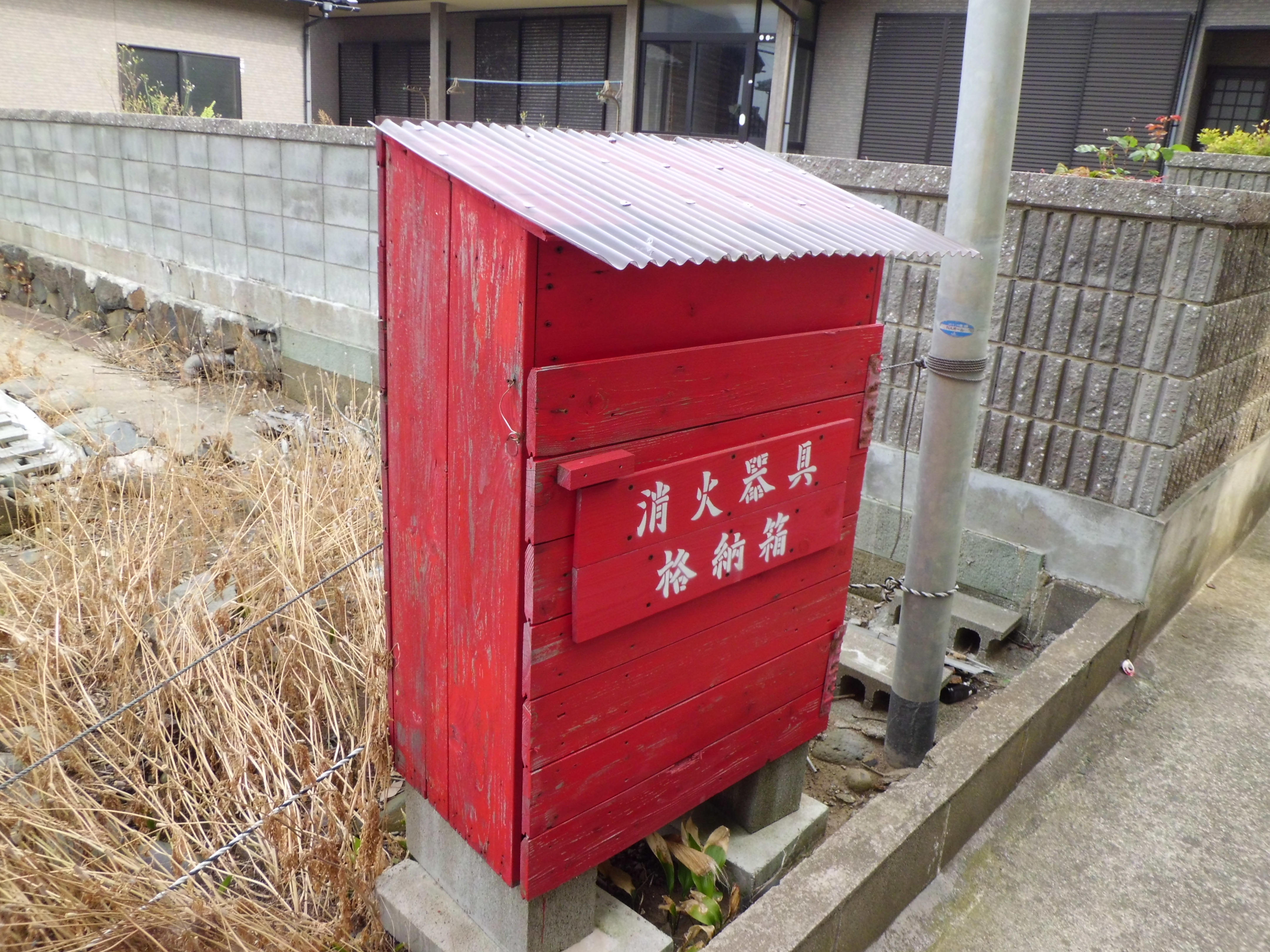
ホース格納箱
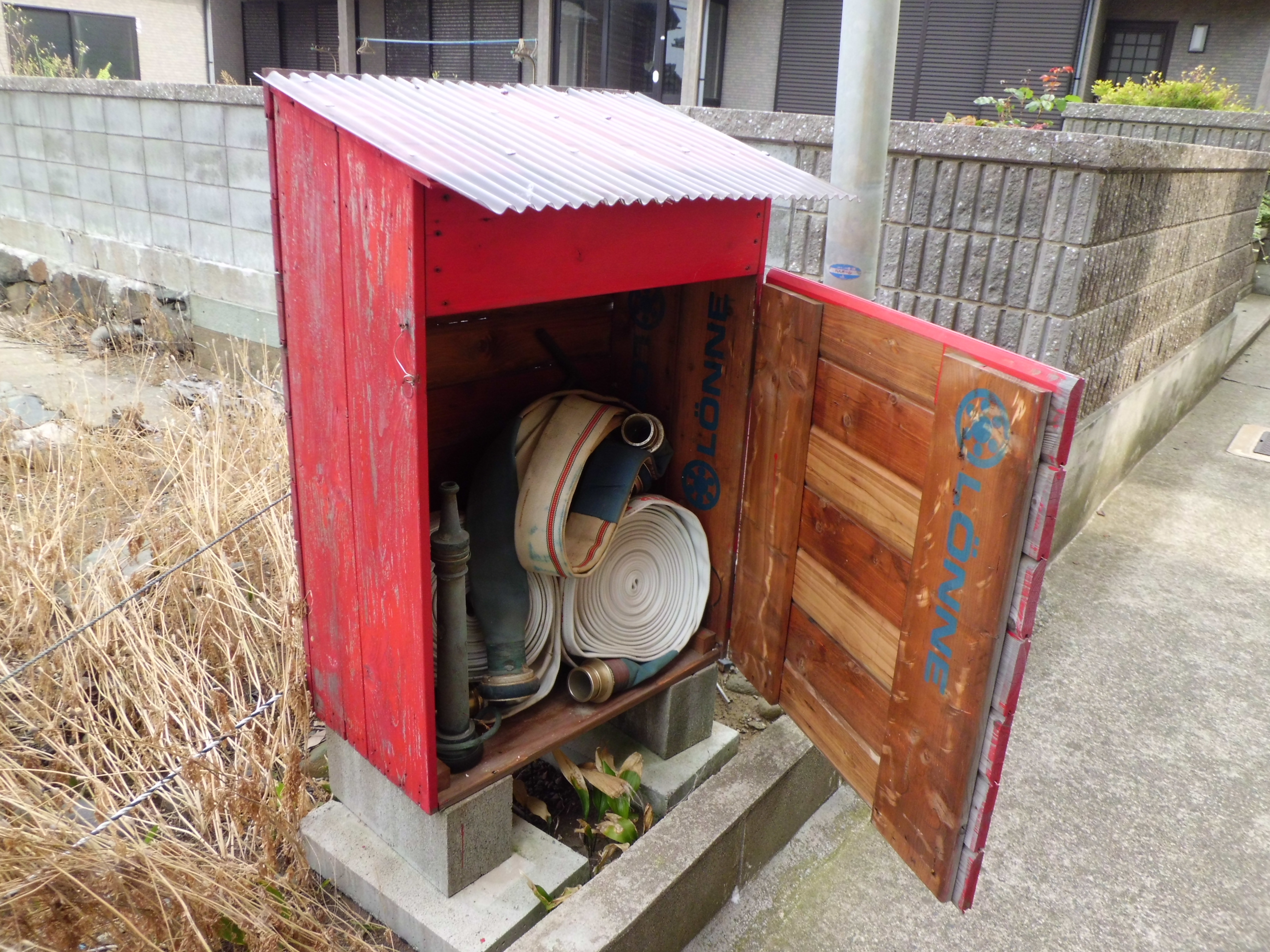
ホース格納箱の内部

#### その他

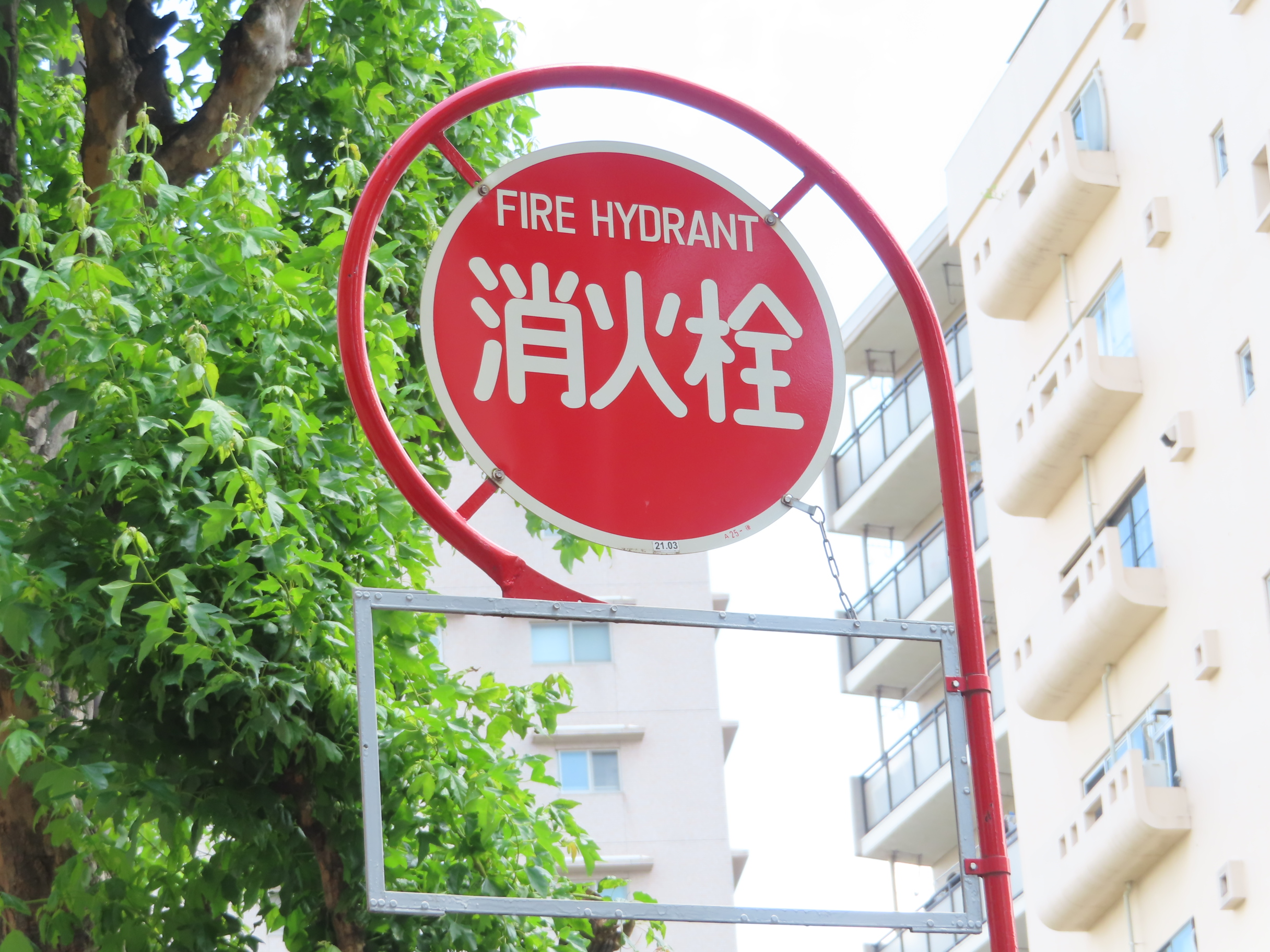
消火栓の位置を示す消火栓標識（消防水利標識）。

消火栓の存在を示す標識の設置は法令上義務付けられていないが、私設などの設置形態から指定水利となった場合は標識の設置が義務付けられる（道路交通法に規定された道路に面した場所に設置されている場合のみ）。自治体によっては条例で標識の設置や地下式消火栓を表す路面上のマークなどを規定している場合もある。→ 詳しくは消防水利の項を参照
道路交通法の規定により、消防水利の周辺には車両を駐車してはならない。消火栓の場合は、消火栓本体から5m以内は駐車禁止に該当する。また、ホース格納箱の側端から5m以内も駐車禁止である。なおいずれの場所も停車は禁止されていないが、火災時に消防活動の妨げとなると消防法第40条の罰則規定により2年以下の懲役または100万円以下の罰金に処される場合がある。

### 消防用設備の消火栓
これらは、主に自衛消防組織や施設の利用者等による初期消火に利用されるもので、放水性能が限られており、公設消防隊が使用する事は極めて例外的である。
平時より、消火栓設備を設けた建物を利用する者はその使用法を熟知する必要がある。
一般的な消火栓は何れも20分間以上の放水ができる様に設計されている（危険物や高圧ガス向けの特殊な物もあるが割愛する）。また、同時に使用し得る消火栓は消防法施行令第11条第3項第2号イからハまでに規定されているとおり2個程度である。一般的な消火栓は、消防法において簡単な操作で使用できる設計とするよう義務付けられており、個々の設備にも操作法を示した標識の貼付が義務付けられているので、落ち着いて扱えば誰にでも操作しやすいものとなっているので有効活用が望まれる（消火栓に限らず誰もが利用できる設備（消火器、自動火災報知設備の押釦、避難器具など）は簡単な操作と操作法の明示が法による義務である）。

#### 屋内消火栓
1号と2号の規格がある。
1号は、筒先（ノズル）で毎分130リットル、0.17 - 0.7MPaの放水性能を有する物で、半径25メートルの円で防火対象物をカバーしなければならない。その為、殆どの物は口径40mm、15mのホース2本で構成されている。ノズルの口径は13mm (1/2in) である。

ノズルは開閉機能の無いストレートノズルの場合が多い。また、ホースはゴム引きや樹脂引きの布ホースであり、折れやよれで圧力を損ない易く、扱いはそれなりに熟知する必要がある。特に消火栓近傍の火災であってもホースを全部伸ばさねば放水不能であるし、ノズルでは開閉できないので2人で放水作業をせねばならない（ノズルを開閉機能付きのものに交換するのは容易である）。

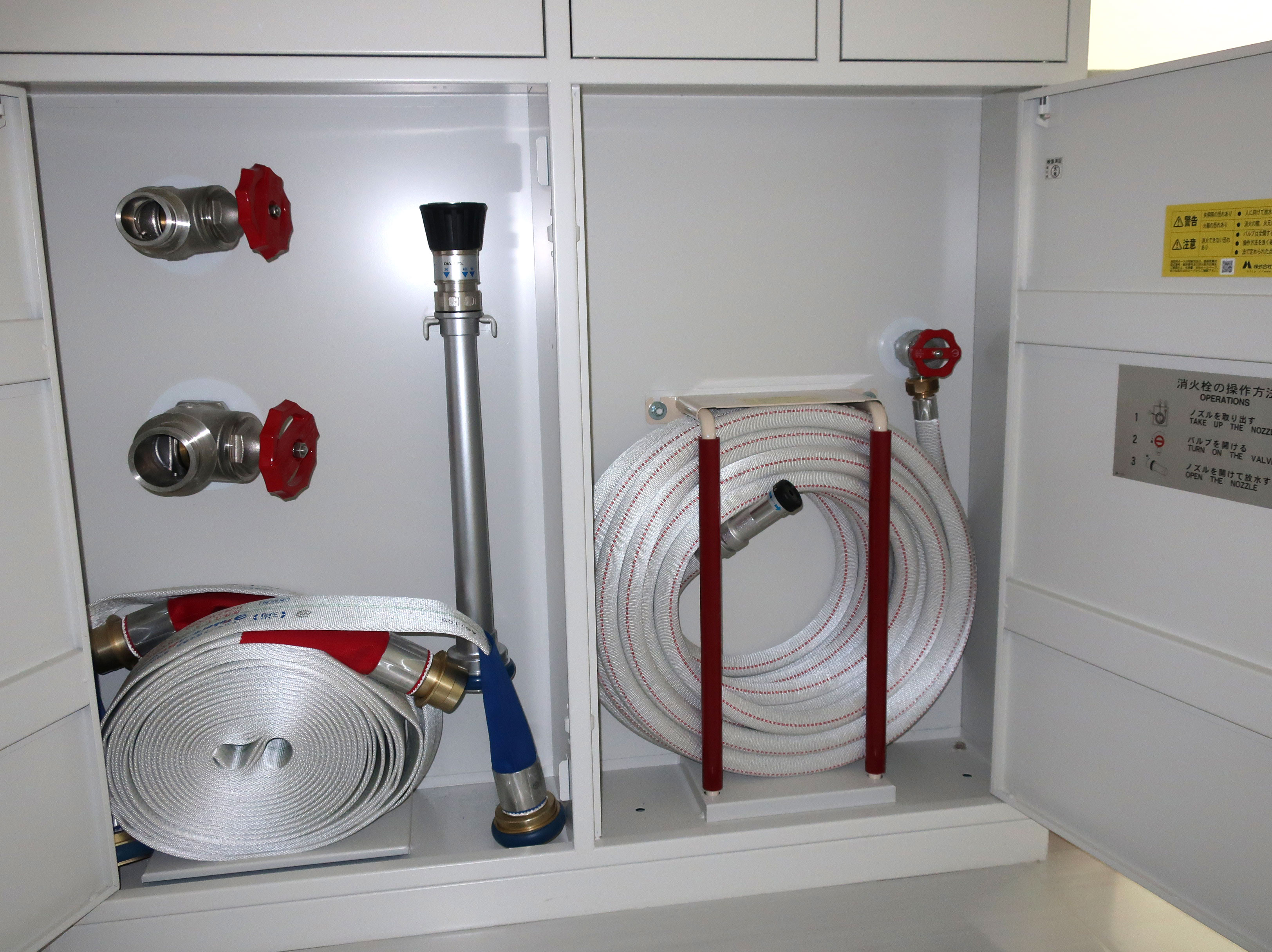
２号消火栓内部。消防隊用送水口（左）と補助散水栓（右）が確認できる。

2号は、筒先で毎分60リットル、0.25MPaの放水性能を有する物で、半径15mの円で防火対象物をカバーしなければならない。また、ホースは保形ホースといわれる水道ホースの様なもので、口径25mmの物が用いられ、消火栓を開く、ノズルを持ち出す等の動作で自動的にポンプが起動する方式の物である。特に病院等の就寝施設で、一人でも有効に消火活動が行える様に考えられたのがこの消火栓である。但し、放水性能が落ちる為に2号消火栓は倉庫等には設置できない。
ノズルはコック状の開閉弁を持つストレートノズル、先端を回転し放水・噴霧・停止を行う噴霧ノズルの2種がある。1号消火栓と異なり、ホースは全て延長しなくとも放水可能であり、放水量が少なく、ノズルで開閉操作可能であるので操作は極めて容易である。ただ、ノズルの操作法は先に述べたとおり、幾つかの種類があるので、予め確認する必要がある。
最近では1号の放水性能をそのままに、2号と同じ操作で使用できる易操作性1号消火栓も製品化されている。

#### 屋外消火栓

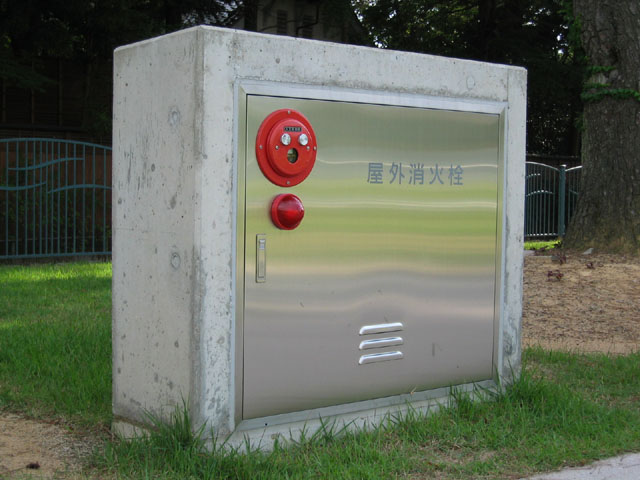
屋外消火栓

毎分350リットル、0.25Mpaの放水性能を持つ物である。屋内消火栓と違い、消火栓から離れた位置にホース格納箱が設けられホースや筒先が別に設置されている場合がある、また、屋内消火栓同様、何時でもホースをバルブに取り付けた状態のものもある。取り扱いは屋内消火栓より習熟が必要である。ホースや筒先の規格は消防隊が使用する物とかなり似ている。ノズルの口径は19mm (3/4in) である。

#### 補助散水栓
消火用散水栓と呼称される。スプリンクラー設備が設置されている場合、スプリンクラーヘッドの設置を免除されている浴室、トイレ等にも有効に初期消火を行い得るよう、補助散水栓が設けられる場合がある。構造は2号消火栓同様である。
補助散水栓はスプリンクラー配管に直結され、バルブ操作によるポンプ起動等の装置はなく、散水による圧力低下または流水開始により、スプリンクラーヘッドの散水開始した場合同様にスプリンクラーポンプが自動起動する方式である。

#### 使用方法

##### 操作法
1号消火栓（易操作性以外）の場合や屋外消火栓の場合は必ず2人以上で下記の通り操作する。
1. 消火栓ポンプ起動スイッチを押す（消火栓箱表面または近傍に取り付けられた自動火災報知設備の発信機が起動スイッチを兼ねている場合と、消火栓箱内に独立した起動スイッチが設置されている場合の2通りのパターンがあるので、消火栓の扉を開けたら内部にスイッチの有無を確認する）。
2. 消火栓ポンプが起動し、放水可能な状態になると消火栓箱表面または近傍の赤色表示灯が点滅する（独立起動スイッチ方式の場合、赤色表示灯は点滅せずスイッチ部分に付随した起動表示灯が点灯または点滅する場合もある）。
3. 筒先担当は筒先を持ちホースを完全に伸ばして火元に走り（ホースは一部でもフックに掛かったままバルブを開放するとホースの流水障害になる上、水圧でホースが膨張してフックから外し難くなるので予め全て外す必要がある）、しっかり筒先を構えてバルブ開閉担当に放水始めの合図をする。
4. バルブ開閉担当は筒先担当の放水始めの合図を待ち、安全を確認してバルブを反時計回りに（Oの方向）廻して放水を開始する。

2号消火栓や易操作性1号消火栓の場合は元バルブを開き、ホースを任意の場所に引き出して、ノズルのコックを開けばよい（バルブの開放操作に連動して自動的に消火栓ポンプが起動する。またホースは保形ホースが使われているので余長分は巻いたままでも問題なく放水できる）。

##### 注意点
放水作業の一般的な注意としては、安全上決して筒先（ノズル）から手を離してはならない、また、直接水流を人体に当ててはならない。止むを得ず人体に放水する場合は、天井・壁等に水流を反射させて注水すればよい。この方法は器物の裏側の火炎等直接水流の届かない場合においても活用できる。放水は燃焼実体に有効に注水できるよう留意し、徒に遠方や低所から放水し、或いは煙に放水する事のないようにする。
また、消火のために人命を危険に晒してはならない。特に屋内などの濃煙や熱気が立ち込める場所や火災が消火設備の間近で起こってしまった場合などは避難を最優先し、消火は安全が確保でき、余力がある場合とすべきである。
先にも述べたとおり、同時に使用し得る消火栓は2個程度であり、徒に多数の消火栓を開くと水圧が著しく低下し消火活動に重大な支障を来たすことになるので注意が必要である。
尚、屋内1号消火栓や屋外消火栓は近隣の建物の初期消火にも有効である。阪神・淡路大震災時には、屋内消火栓のホースを建物から集めて伸ばし、放水して延焼を防いだ事例もある。

### 簡易消火器具
一部機材に、家庭用の水道水レベルでも消火栓のように使用できる消火に特化した器具も開発されている。台東区など簡易水道消火器具という名称で設置を進めている自治体もある。

## 欧米の消火栓

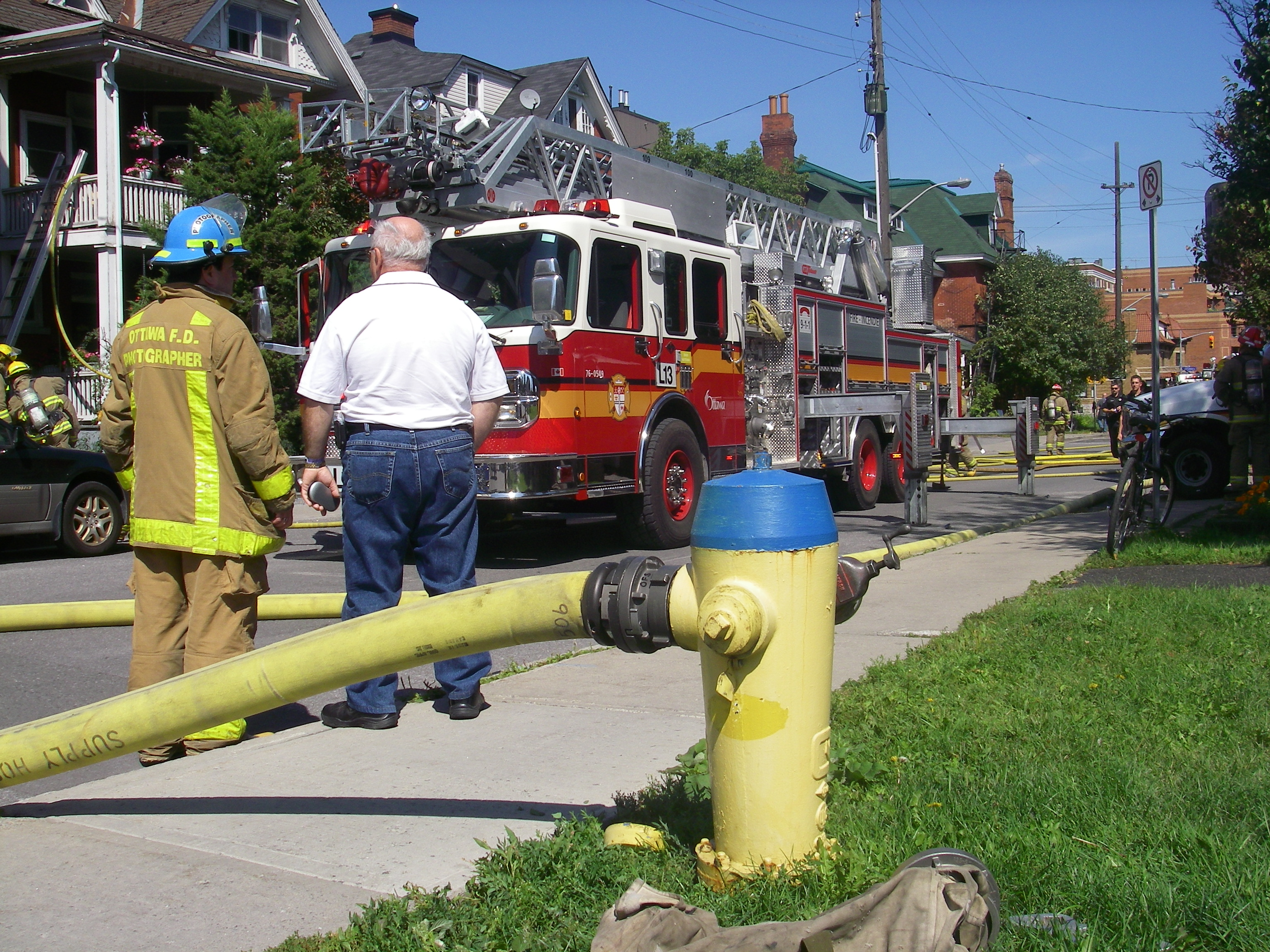
使用中の地上式消火栓（カナダ・オタワ）

### アメリカ合衆国
アメリカ合衆国では連邦法の連邦職業安全規則にある「1910 Subpart L - Fire Protection」に消火栓及びホース設備に関する規定がある。
屋内消火栓は連邦職業安全衛生法（Occuparional Safety and Health Act of 1970）において、ホース接続口の口径によりクラスIシステム～クラスIIIシステムとスモールホースシステムに分類されている。このうち消防機関に属さない一般人が使用できるのはクラスIIシステムとスモールホースシステムの2種類である。

### ヨーロッパ
欧州規格（EN規格）では消火栓は1人で使用できるとともに施設の占有者（所有者や使用者）が使用できることが基準の要件となっている。
ドイツでは連邦法に初期消火器具についての規定があるが、定性的な表現にとどまり、具体的な基準は民間規格で定められている。
フランスでは初期消火器具について建築基準に関する法典に規定があり、労働法典にも一部規定がある。
イギリスでは屋内消火栓は火災安全命令に消火設備として規定されている。

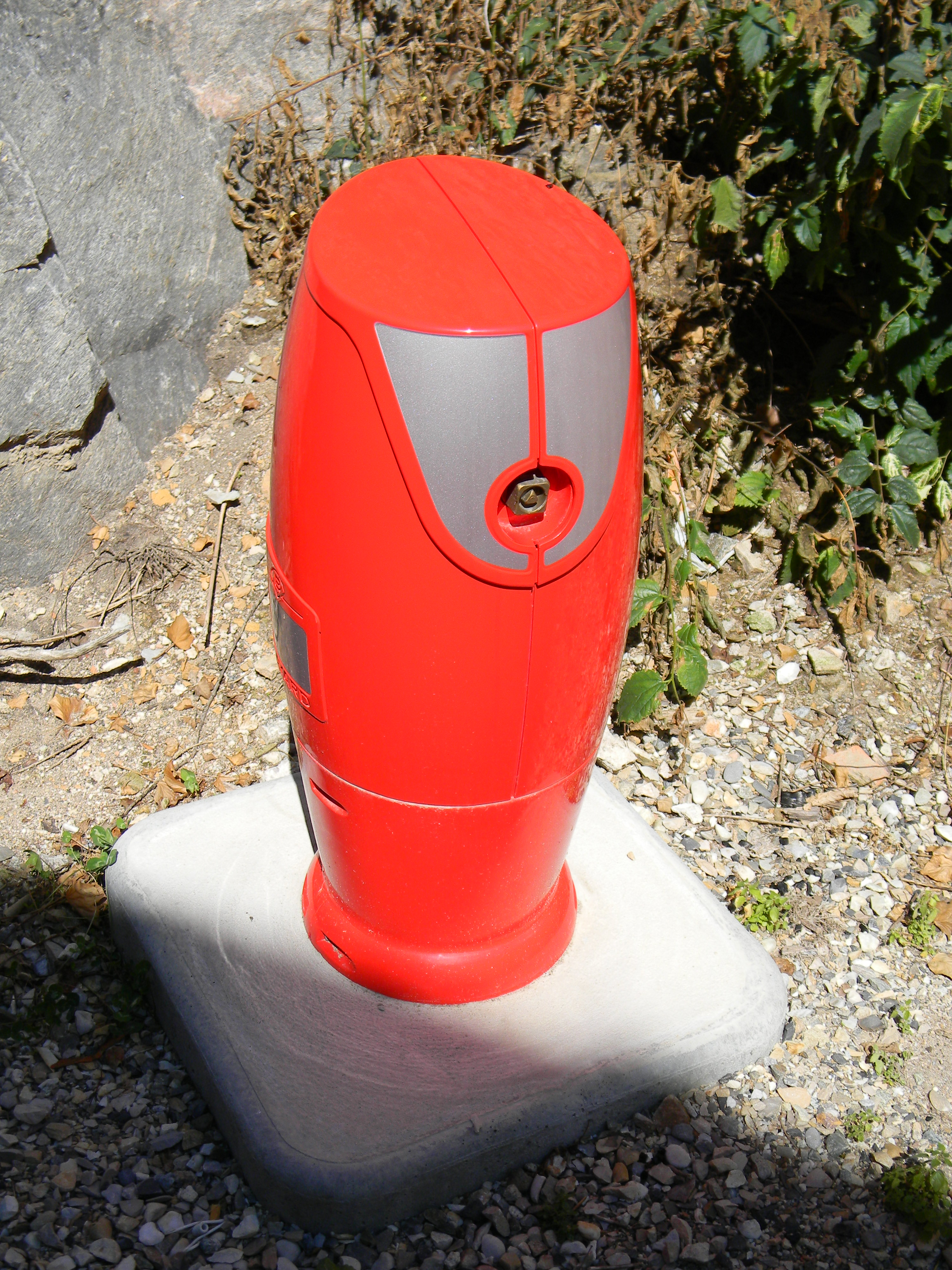
フランス・リヨン
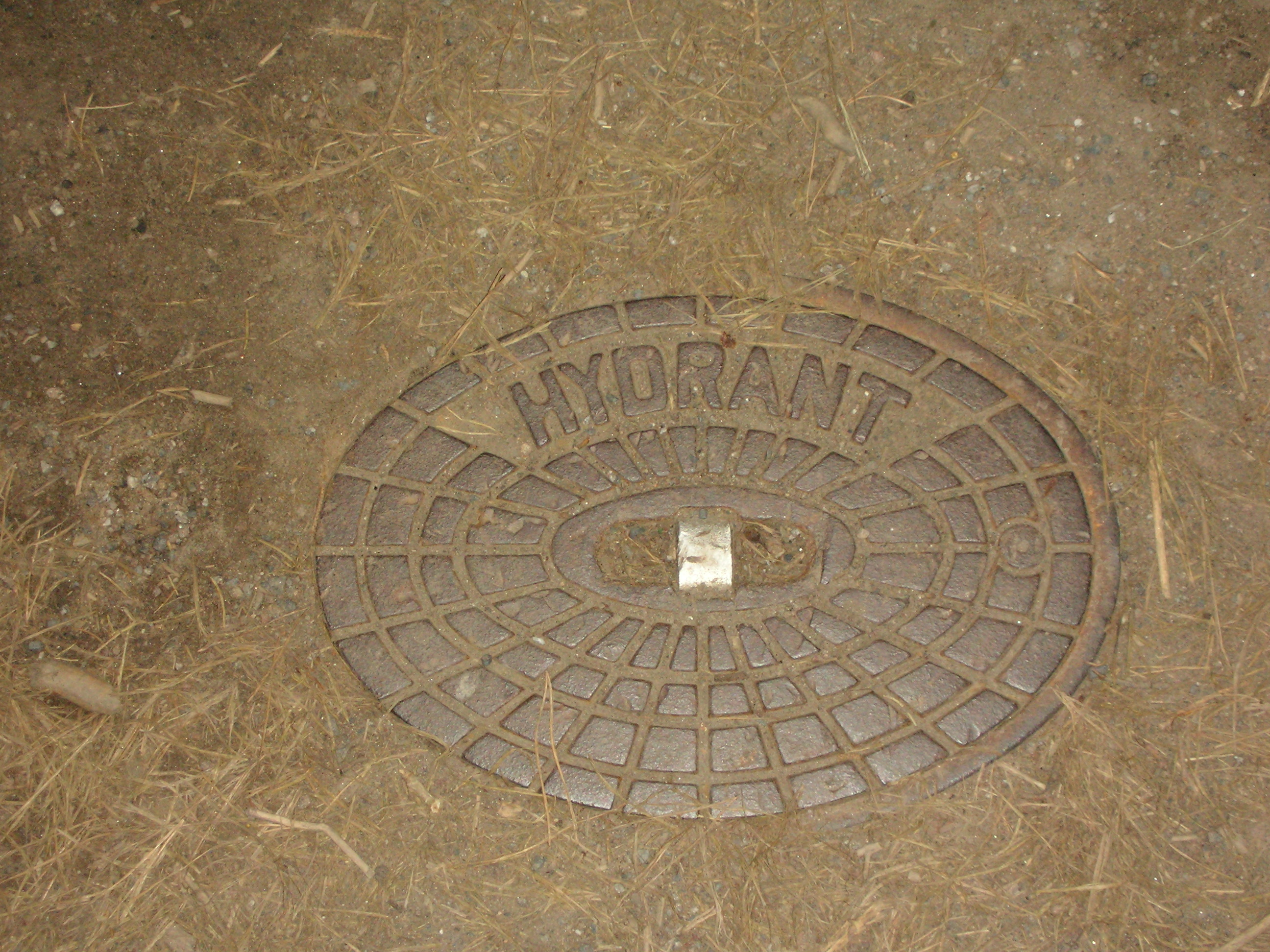
ドイツ・ドレスデンの地下式消火栓
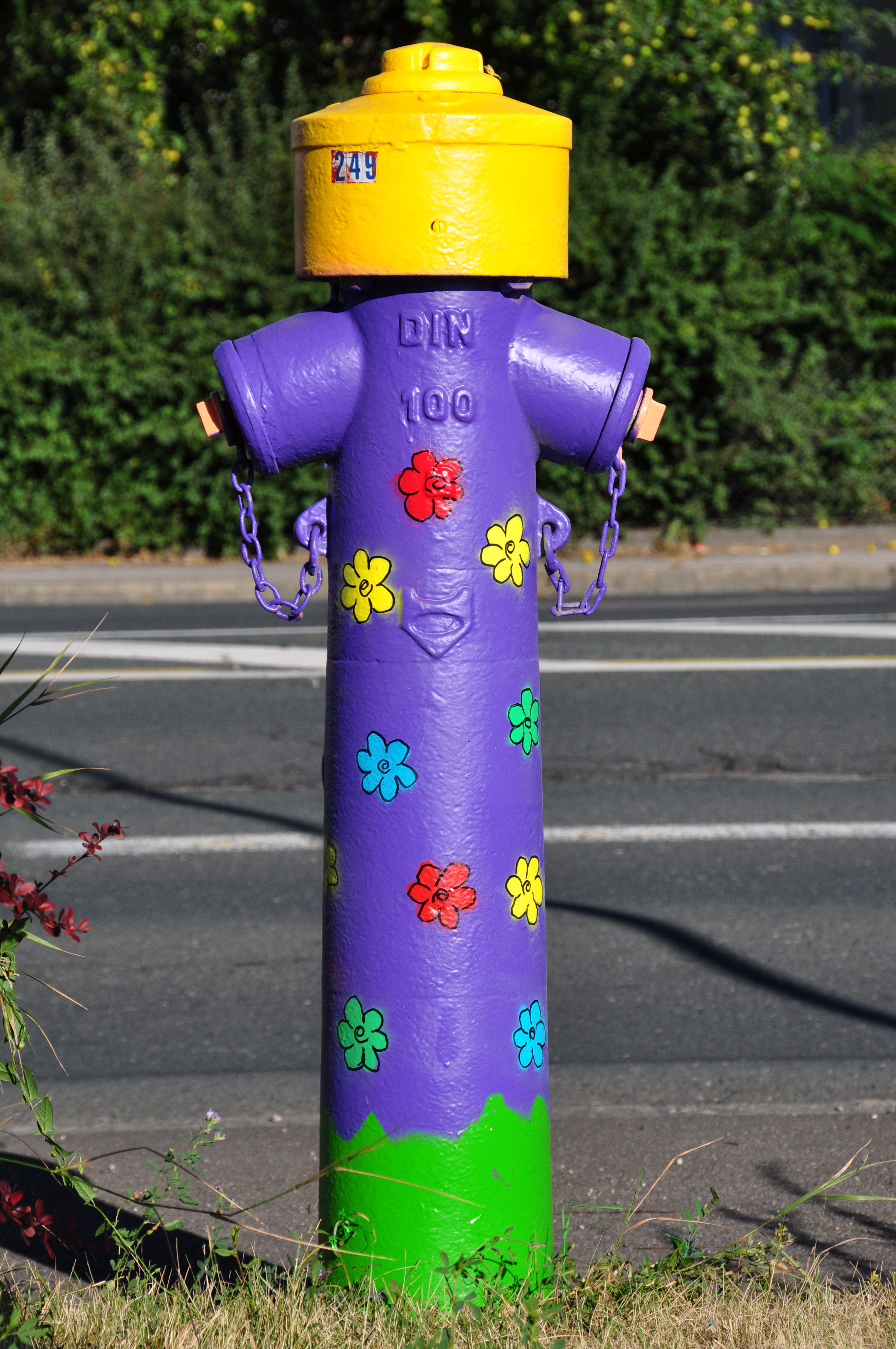
オーストリア・クラーゲンフルト
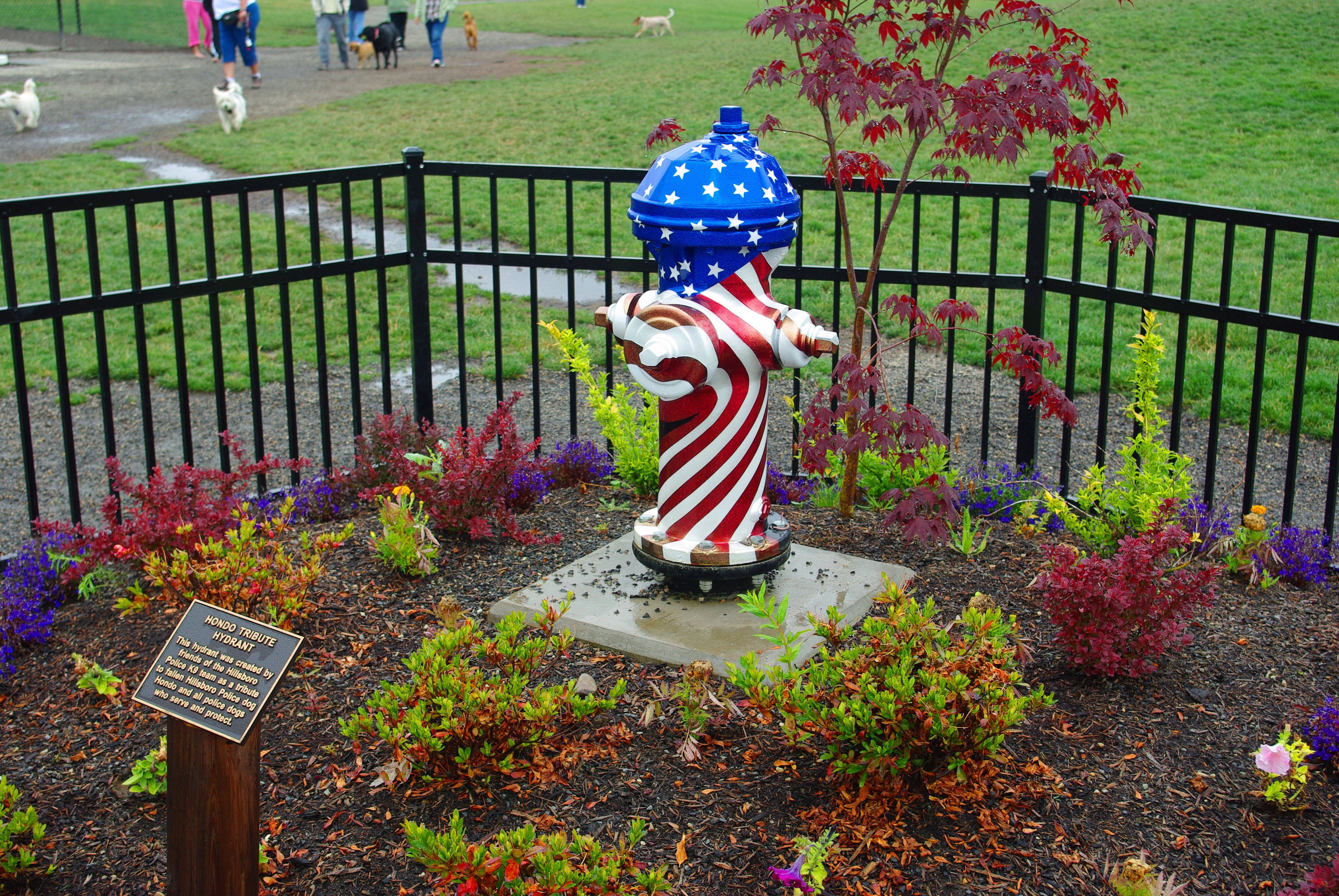
米国・オレゴン州Hondo Dog Park

他国の積雪地帯では、埋もれることから、目印にポールが設置される。

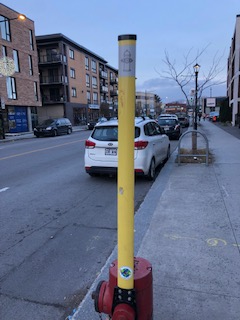
カナダのケベック州モントリオールのポール
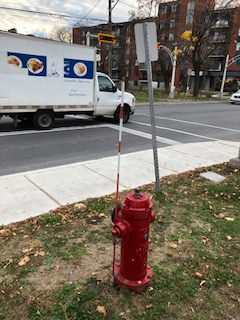
ケベック州ラヴァルのポール
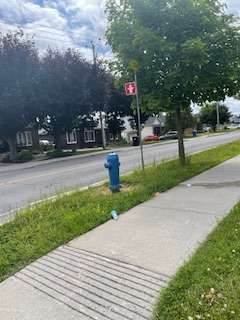
ケベック州サラベリー・ド・ヴァレーフィールド（英語版）のポール
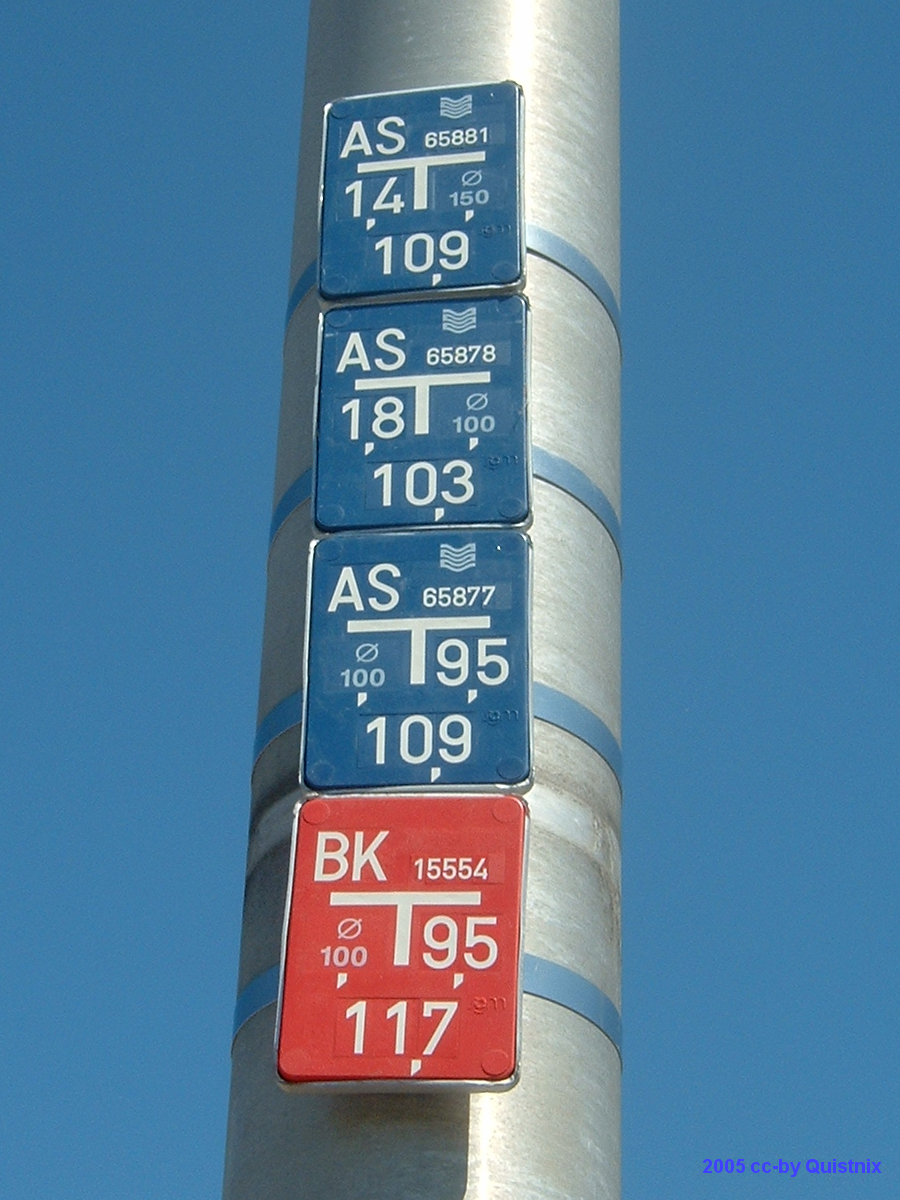
オランダの消火栓の場所を示す標識
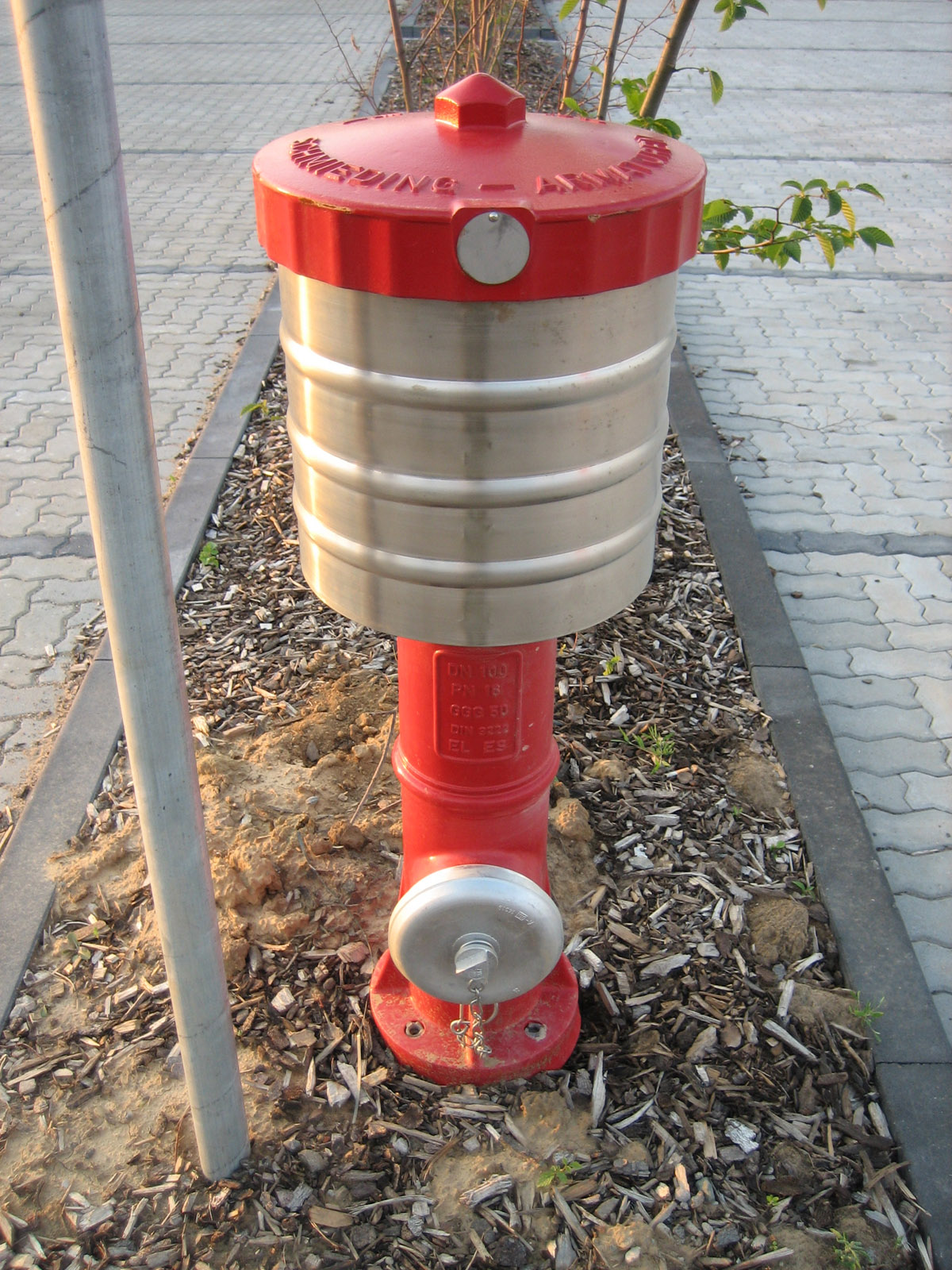
ドイツに見られる汚損や事故から守るためのFallmantelhydrant。